# مالوريني
مالوريني هي بلدية تقع في إقليم أرجيش في رومانيا.